# シェール・バハドゥル・シャハ
シェール・バハドゥル・シャハ（Sher Bahadur Shah, 1778年1月9日 - 1806年4月25日）は、ネパール王国の第2代君主プラタープ・シンハ・シャハの息子。第3代ラナ・バハドゥル・シャハの弟にあたる。

## 生涯
1778年1月9日、ネパール王プラタープ・シンハ・シャハの息子として生まれた。
1806年、法王である兄ラナ・バハドゥル・シャハが自身の息子ギルバン・ユッダ・ビクラム・シャハから執権（ムクティヤール）に任命されると、身の危険を感じたほかの重臣らは暗殺を計画した。 シェール・バハドゥルはトリブバン・カワースらと暗殺計画を練った。
同年4月25日、シェール・バハドゥルはトリブバン・カワースの邸宅で自ら兄を斬殺した。だが、そこにいたバール・ナラシンハ・クンワルによって、その場で惨殺された